# Història de Benín

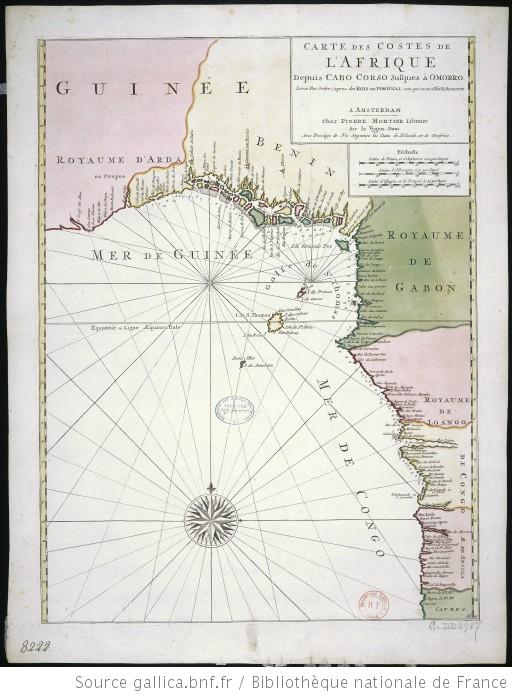
« Carte des costes de l'Afrique depuis Cabo Corso jusques à Omorro levée par ordre expres des roys de Portugal sous qui on a fait la découverte » (segle XVII)

Aquest article cobreix la història del territori actual de Benín des del segle xvi.

## Els Reialmes africans
Els tres regnes d'Allada, de Porto Novo i de Dã Homè - dins el regne del rei Dã - foren fundats pels Fons, que ocupen el sud del país (el nom de Dahomey va ser donat al conjunt del país després de la conquesta francesa). Segons la llegenda, la filla del rei de la ciutat de Tado (a la ribera del riu Mono (riu)) fou fecundada per un lleopard. El fill que ella va portar al món va ésser el fundador de la dinastia. Els seus descendents van fundar un reialme a Allada al segle xvi. El segle sovint, tres germans es van disputar el tro. El primer, Kopkon, es queda amb el regne d'Allada; el segon, Do-Aklin, funda Abomey; i el tercer funda Adjatché (que després esdevindrà Porto Novo. El reialme d'Abomey fou fundat el 1625, però esdevindrà important entre el 1645 i el 1685. El rei Houegbadja, net de Do-Aklin volgué annexar un regne veí, el rei del qual, Dã, el desafià que s'instal·lés en el seu ventre. Dã fou decapitat a Abomey i en el seu ventre Houegbadja hi va instal·lar el centre del seu palau reial.

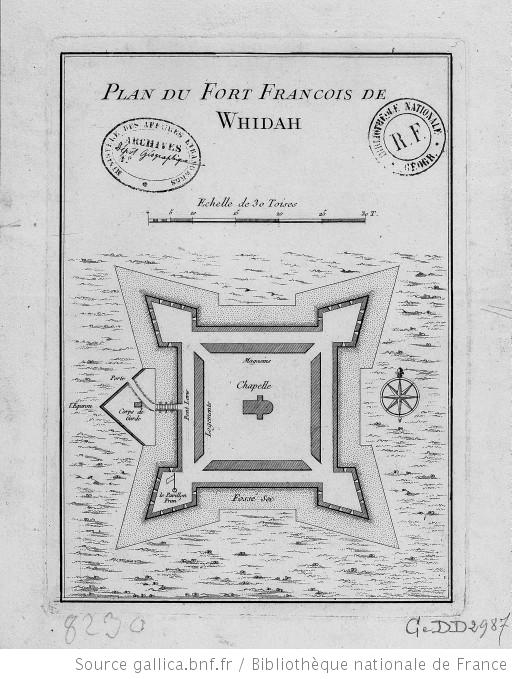
Plànol del fort francès de Whidah

Al segle xviii, Allada i Ouidah foren anexionats. Els europeus construïren una sèrie de fortins a la costa per a imposar a les nacions costaneres una amenaça militar perquè els proveïssin d'esclaus. El rei Ghézo va consolidar el regne atacant regularment els iorubes de l'actual Nigèria per a obtenir esclaus. El seu successor, el rei Glélé irrità els francesos per la seva actitud bel·licosa i no conformista. Aquest, mitjançant el tractat de 1863, autoritzà que els francesos s'instal·lesin a Cotonou. Però la presència d'aquests va irritar el rei Gbê han zit (Béhanzin que considerava que els francesos amenaçaven la sobirania del reialme. Avui, a la ciutat d'Abomey hi ha una estàtua gegant d'aquest rei que il·lustra aquesta lluita contra l'invasor. Gbê han zin és avui en dia una figura de resistència que és estimat per tota l'Àfrica Negra. El rei Bénanzin va guerrejar contra els francesos, però no va ser l'únic dels 12 reis que va lluitar contra els invasors. El Tractat d'Ouidah, que posà Porto-Novo i Cotonou sota la tutela francesa es va signar el 1890. Aquest mateix tractat preveia que França havia de pagar el rei de Dahomey una pensió. El rei Béhanzin va ser deportat pels francesos a les Antilles i Abomey va esdevenir un protectorat francès. Allada i Porto-Novo fan formar la colònia de Dahomey, juntament amb Abomey.

## La colònia de Dahomey

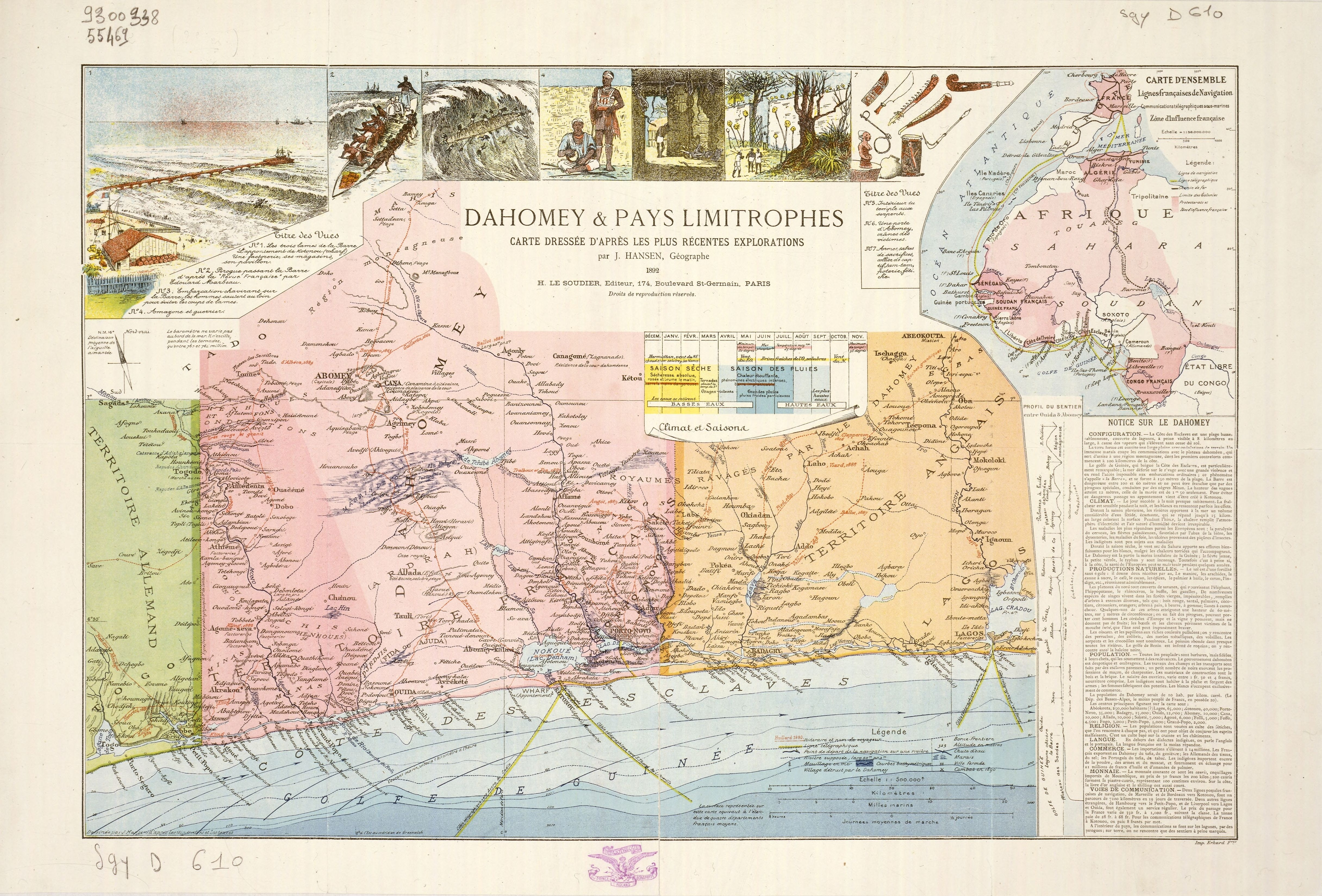
Dahomey (rosa) et països limítrofs (1892)

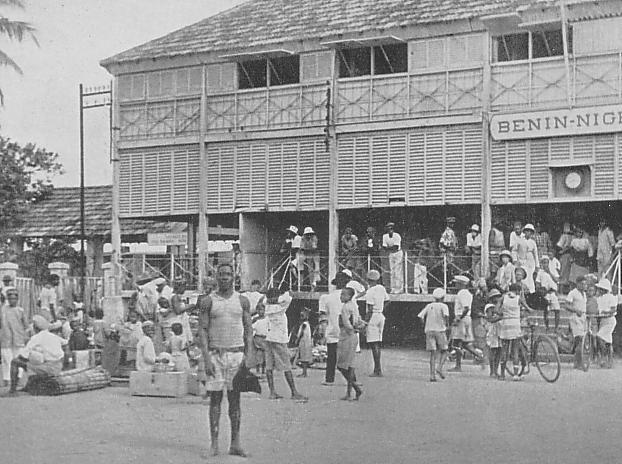
l'estació de Cotonou, photografiada els années 1930.

La colònia de Dahomey va patir dues guerres: La Primera guerra de Dahomey i la Segona guerra de Dahomey.
A principis del segle xx, els tres reialmes deixaren d'ésser autònoms i foren confosos dins una sola entitat dividida en cercles gestionats per administradors i cantons gestionats pels caps africans. Durant la Primera Guerra Mundial esclataren problemes al nord del país, després de l'enviament de tropes autòctones al front europeu. Al final de la guerra, es va estructurar la colònia; es van desenvolupar els mitjans de comunicació, es racionalitza la producció agrària i augmenta l'escolarització (tant per part d'ensenyament religiós de les missions com de l'ensenyament laic). Els dahomeians, integrats dins l'Àfrica occidental francesa (AOF), van entrar dins la funció pública i serviren també a altres territoris de la federació. El país, a partir de llavors, es considerà com el Barri llatí de l'Àfrica.

### La conferència de Brazzaville
El 8 de febrer de 1944 s'acabà a Brazzaville una conferència que va reunir a divuit governadors de l'Àfrica Occidental Francesa, de la Somalilàndia francesa (actual Djibouti, de Madagascar i de l'Illa de la Reunió. Sota la presidència de René Pleven, comissari de les Colònies del Comite Francès d'Alliberació Nacional. Aquesta reunió tenia la missió d'emetre recomanacions sobre la futura legislació colonial. La presència del General Charles de Gaulle i el fet de fer la reunió després de la final de la guerra mostrava l'interès de França de continuar posseint les colònies. En la conferència es va dir que s'afavoriria a la participació de la població africana a la vida política i el desig d'abandonar els règims d'excepcions com el codi de l'indigenat.

### Les reformes i les eleccions de 1945-1947
Per tres decrets publicats a l'agost i al setembre de 1945, el govern provisional fixa en 63 el nombre de diputats de les Dependències d'ultramar franceses sobre un total de cinc-cents vint-i-dos diputats. Es generalitzà el doble col·legi: el primer el votaven els ciutadans francesos i el segon, els individus de l'Imperi colonial francès. L'escrutini era uninominal en els dos. El territori de Dahomey i el de Togo formaven una sola circumscripció que tenia dos seients al Congrés.
Des de la primera volta de les eleccions del 21 d'octubre de 1945, Sourou Migan Apithy, el candidat dels Comitès electorals, aconseguí la seu del segon col·legi. Francis Aupiais (candidat dels mateixos comitès electorals) va guanyar la plaça del primer col·legi. Però aquest comitè electoral no tenia una orienteció política clara. Així, Apithy es va inscriure dins del grup de la Secció Francesa de la Internacional Obrera i Aupiais es va incriure al Mouvement Républicain Populaire. La mort d'aquest últim, el 15 de desembre va provocar unes eleccions parcials el 10 de febrer de 1946, a les que es va presentar un únic candidat, el pare Jacques Bertho, que va formar part del mateix grup que el seu antecessor. L'11 d'abril (Llei Houphouët-Boigny) va abolir el treball obligatori i el 30 de maig es va estendre el codi penal francès a les colònies. El mateix any es va aprovar la ciutadania francesa de la gent dels territoris colonials.
El 13 d'octubre de 1946 es va adoptar per referèndum la Constitució de la Quarta República Francesa. Aquest referèndum va ser limitat només al primer col·legi.
A partir d'aquí s'organitzen les estructures polítiques i apareixen les primeres oposicions. A nivell federal, l'any 1946 és marcat pel congrés fundador del Rassemblement démocratique africain (RDA) a Bamako. Sourou Migan Apithy, Emile Derlin Zinsou i Louis-Ignacio Pinto van formar la delegació de Dahomey. Apithy fou elegit vicepresident del nou partit i signà el manifest. Pinto fou elegit president de la comissió de política general, però Zinsou refusà el lloc de secretari general perquè la RDA es va afiliar al Partit Comunista Francès (PCF), l'únic partit metropolità invitat a Bamako.
Apithy fou tornat a elegir diputat a la primera legislatura de la Quart República Francesa, tot i que va perdre el monopoli de l'espai polític dahomeienc, ja que es va crear el Bloc Populaire Africain.
Abans de les eleccions al Consell general, els comitès electorals es van transformar en un partít polític que va prendre el nom d'Union progressiste dahoméenne (UPD). L'UPD va obtenir la majoria dels escons al Consell General de Dahomei el 1946.
Una sèrie d'eleccions al llarg de l'any 1947 va permetre la designació pel Consell General dels representants de Dahomei al Conseil de la République, al Gran Consell de l'Àfrica Occidental Francesa i a l'Assemblea de la Union française. Al gener, Emile Poisson (BPA) i Louis-Ignacio Pingo (UPD) van ser elegits pel primer i segon col·legi respectivament. Al setembre, s'elegí a Apithy (UPD), Justin Ahomadegbe (BPA), Pierre Bartoli (UPD), Hubert Maga (UPD) i de Gaston Nêgre (UPD) al Gran Consell de l'AOF. I al novembre, dos membres de l'UPD, Emile Derlin Zinsou i Paul Hazoumé van ser elegits com a representants a l'Assemblea de la Unió Francesa.

### 1948-1952
La vida política va ser marcada per les sessions del Consell General i per les eleccions. Però el fet que els polítics més importants visquessin lluny (París o Dakar) va provocar que la política entrés en un estat letàrgic.
El primer episodi electoral d'aquest període fou les eleccions del novembre del 1948 per al Consell General. Els elegits van ser Albert Marescaux (RPF) i Louis-Ignacio Pinto (UPD). El primer fou substituït el febrer de l'any següent per Emile Poisson (RPF).
Al maig de 1951 la circumscripció de Dahomey obté un segon escó a l'Assemblea nacional. Però la instauració d'un escrutini per llista provoca una doble ruptura a l'UPD. La direcció vol devaluar a Apithy al segon lloc de la llista però aquest ho refusa i fa una llista independent que es diu d'Union Française, a la qual es posa al capdamunt. i l'acompanyen la majoria dels membres de la UPD del Nord. El 17 de juny de 1951, Hubert Maga (Llista del Groupement ethnique du Nord Dahomey, GEND) i Sourou Migan Apithy (Union Française) són elegits diputats a la segona legislatura de la Quarta República. El primer s'inscriu al grup dels Indépendants d'Outre-mer (IOM), i el segon als Indépendants et paysans d'action sociale (PAS). Això va marcar la seva separació de l'IOM, grup del qual era un dels fundadors.
Al setembre, Apithy funda el seu propi partit, el Parti républicain du Dahomey (PRD), en vista de les eleccions a l'Assemblea territorial. La gran victòria d'aquest partit a les eleccions del març de 1952 i la implantació del GEND posen en perill l'existència de l'UPD, ja que cap polític d'aquest partit resulta elegit.

### 1953-1957
Moribund, l'UPD rep el cop de gràcie el 10 d'octubre de 1953, després de la designació dels representants del territori per a l'Assemblea de la Unió Francesa. L'UPD es va aliar amb la BPA per a barrar el cam í al PRD, però aquest s'alià amb el Mouvement Démocratique du Dahomey (MDD), un nou partit creat per Hubert Maga i que agafava el lloc del GEND. I guanyà aquesta última coalició.
La fi de l'UPD, el partit nacional històric i les dificultats del BPA, la base electoral del qual és al sud-oest del país sembla que fa aparèixer la doble dominació del PRD del sud i del MDD del nord. La victòria dels líders dels dos partits són els triats a les eleccions legislatives del 2 de gener de 1956.
El març de 1957, les eleccions a l'Assemblea territorial donen una àmplia victòria al PRD, que obté la majoria dels escons. L'UDD queda en segona posició, seguit del MDD però a aquest s'hi afegeixen independents i fan que esdevingui la segona força política de Dahomey, cosa que es confirmà a les eleccions del 15 de maig.
El 17 d'agost, el MDD es passa a dir Rassemblement démocratique dahoméen (RDD). Es convertí en l'única força política del nord del país.

### 1958-1960
El setembre de 1958 Dahomey va votar si al referèndum que instituïa la Communauté française. El 4 de desembre es va proclamar la República de Dahomey i Sourou Migan Apithy va esdevenir el president del Consell de govern. Va obtenir una gran majoria amb el Parti progressiste dahoméen (PPD), fundat el març del mateix any i que aglutinava membres del PRD, el RDD i antics membres de l'UDD que s'oposaven a l'afiliciació del seu partit a l'RDA. Però el 17 de gener de 1959, la creació de la Federació de Mali a la que van participar els parlamentaris del PPD va provocar el seu trencament. Maga i Apithy es van oposar al projecte de la Federació i van reconstituir els seus respectius partits polítics, el RDD i el PRD. Això provoca eleccions a l'Assemblea nacional dahoméenne a l'abril. Però a les següents eleccions, cap partit va aconseguir la majoria i es formà un govern d'unió nacional amb Apithy al capdamunt. La RDD, el tercer partit en discòrdia, es va convertir en l'àrbitre entre Apithy i Justin Ahomadegbé, que no es podien aliar degut a rencúnies personals.
El 21 de maig del mateix any, Apithy va dimitir i va ser reemplaçat per Hubert Maga. Aquest, pressionat per l'ala esquerra del partit, va proposar la fusió amb l'UDD, que el seu cap va refusar i els membres del qual van deixar el govern. Maga es va mantenir amb un poder en minoria. A les eleccions al President de la República de Dahomey, va entrar a l'escena el Partit dels Nacionalistes de Dahomey (PND), que reegrupà el PPD de Zinsou i el PRD d'Apithy, però l'UDD-RDA van promocionar la candidatura d'Hubert Maga que va ser elegit primer president de Dahomey el juliol de 1960 i proclamà la independència de Dahomey l'1 d'agost.

## Dahomey independent (1960-1972) - República de Dahomey
Com molts estats africans, Dahomey va accedir a la independència el 1960. Es va adoptar una nova constitució i el cap de govern, Hubert Maga va esdevenir primer president de la nova República. Per evitar els efectes nefastos d'un tripartidisme dahomeienc, es formà un partit únic (Parti dahoméen de l'Unité) però els problemes socials i polítics van provocar el cop d'Estat militar del coronel Soglo (28 d'octubre de 1963).
El gener de 1964 el país tornà a la gestió civil. Primer fou president Apithy, i després Justin Ahomadegbe, però una nova crisi política va fer que els militars tornessin a assumir el poder. El general Soglo presidí un Comité de renovació nacional que intentà arreglar l'economia i les finances de l'estat, però el 1967 hi va haver manifestacions. El 17 de desembre va prendre el govern el comandant Maurice Kouandete, que organitzà un comitè revolucionari encarregat de supervisar l'acció del govern provisional, de constituir una comissió constitucional i de controlar els béns dels antics governants. El 31 de març de 1968 s'aprovà una nova Constitució que va establir un règim de tipus presidencialista. Emile Derlin Zinsou va esdevenir president, però fou tret del poder per un nou cop d'Estat que el va reemplaçar per una direcció militar el 10 de desembre de 1968. El 7 de maig de 1970 es va instaurar un Consell presidencial compost pels tres partits tradicionals, que va ser encarregat de fer una organització que havia de permetre la cohabitació dels tres caps dels partits tradicionals.

## La República Popular de Benín (1972-1990)
Però el 26 d'octubre de 1972, el comandant Mathieu Kérékou va prendre el poder i establí un govern militar revolucionari. L'estat va esdevenir la República popular de Benín, s'adherí al marxisme-leninisme va crear el Partit de la Revolució Popular de Benín (PRPB). Kérékou va esdevenir coronel i es va adoptar una nova Constitució el 9 de setembre de 1977, que restà en vigor fins al 1990. L'Estat dirigia tots els sectors de l'economia, conduí la reforma agrària i desenvolupà la industrialització. L'antic president, Zinsou caracteritzà el Benín de després d'aquests disset anys com un "estat sense indústria però governat en nom de la classe obrera", de "Romania sense exportacions, de Bohèmia sense fàbriques, de Polònia sense carbó i de Prússia sense disciplina".

## La República de Benín (després de 1991)
Al febrer de 1990, una Conferència nacional va crear una nova Constitució i noves institucions per a un període de transició: crearen el lloc de Primer Ministre, s'abandonà la referència ""Populaire" en la denominació de l'Estat i limitaren l'edat dels candidats a president als 70 anys per a impedir la candidatura dels antics presidents.

Després de l'elecció presidencial del març de 1996, Nicéphore Soglo va reemplaçar a Mathieu Kérékou com a president de la República. Aquest últim fou reelegit el març del 2001.
El març de 2006, Thomas Yayi Boni, antic director de la BOAD fou elegit president de Benín i actualment dirigeix l'estat.

## Caps d'Estat

### República del Dahomey (1960-1972)
- Huber Maga: de l'agost de 1960 a octubre de 1963.
- Coronel Christophe Soglo:octubre 1963-gener 1964.
- Sourou Migan Apithy: Gener 1964-Novembre 1965.
- Tahirou Congakou: 29 novembre - 22 desembre de 1965.
- General Christophe Soglo (abans coronel): Desembre 1965 - desembre 1967.
- Lloctinent-coronel Alphonse Alley: desembre 1967-juny 1968.
- Emile Derlin Zinsou: juny 1968 - 10 desembre 1969.
- Lloctinent-coronel Paul Emile de Souza: desembre 1969 - maig 1970.
- Hubert Maga: maig 1970 - maig 1972.
- Justin Tometin Ahomadegbe: maig 1972 - 26 octubre 1972.

### República Popular de Benín (1972 - 1991)
- Mathieu Kérékou: octubre 1972 - març 1991.

### República de Benín (a partir de 1991)
- Nicéphore Soglo: març 1991 - març 1996.
- Mathieu Kérékou: març 1996 - març 2006.
- Thomas Yayi Boni: A partir del març de 2006.

## Glossari
- Fons: grup ètnic del sud de Benín.
- Ouidah: gran centre del comerç d'esclaus al segle xviii.
- Glélé o Glé-Glé (també Badou o Badohoun): rei d'Abomei a partir de 1858.